# János Erdélyi
János Erdélyi (Veľké Kapušany, 1º aprile 1814 – Sárospatak, 23 gennaio 1868) è stato un poeta, critico letterario e scrittore ungherese.

## Biografia
Nacque nel 1814 a Veľké Kapušany, nell'allora contea di Ung e frequentò il collegio protestante di Sárospatak. Nel 1833 si trasferì a Pest, dove, nel 1839, fu eletto membro dell'Accademia ungherese delle scienze. Fu anche maestro elementare. Iniziò la sua produzione letteraria con alcune poesie scritte in stile popolare (pubblicate nel 1844).
La sua fama letteraria è dovuta alla raccolta di poesie e racconti popolari ungheresi Magyar népköltési gyujtemény, népdalok és mondák (pubblicata a Pest, 1846-1847). Questo lavoro, pubblicato dalla Kisfaludy Társaság, società letteraria fondata nel 1836, fu poi parzialmente tradotto in tedesco da Stier (Berlino, 1851). Erdélyi produsse per la Kisfaludy anche una vasta collezione di proverbi ungheresi,  Magyar közmondások könyve (Libro dei proverbi ungheresi, Pest, 1851), e fu per qualche tempo direttore del Szemle Szépirodalmi, una rassegna critica letteraria. Nel 1848 fu nominato direttore del teatro nazionale di Pest, ma dopo il 1849 tornò a vivere nella sua città natale. Morì il 23 gennaio 1868.
Una raccolta di materiale letterario folkloristico fu pubblicata l'anno dopo la sua morte con il titolo diA nép költészete: népdalok, népmesék és közmondások ("Poesia del popolo: canzoni popolari, racconti e proverbi", Pest, 1869). L'opera contiene 300 canzoni nazionali, 19 racconti popolari e 7362 proverbi ungheresi. Produsse anche uno studio storico della letteratura ungherese, Egy századnegyed a magyar irodalomból (Un quarto di secolo di letteratura ungherese) e A magyar líra, un saggio sulla poesia lirica ungherese, pubblicati entrambi tra il 1859 e il 1863. Si interessò anche di filosofia, campo in cui era vicino alle posizioni del socialismo utopico e fu influenzato da Hegel.